# José Félix Tezanos Tortajada
José Félix Tezanos Tortajada (Santander, 1946) és un polític, sociòleg, escriptor i professor espanyol, president del Centre de Recerques Sociològiques (CIS) des de 2018.

## Biografia
Nascut el 5 d'agost de 1946 a Santander, es va doctorar en Ciències Polítiques i Sociologia per la Universitat Complutense de Madrid. Afiliat al Partit Socialista Obrer Espanyol (PSOE) des de 1973, va estar vinculat a la facció guerrista del partit.
Professionalment, ha exercit la càtedra de Sociologia a la Universitat de Santiago de Compostel·la (USC) i a la Universitat Nacional d'Educació a Distància (UNED), on va fundar i va posar en marxa la Facultat de Ciències Polítiques i Sociologia, de la qual va ser el primer Degà. Abans, va treballar com a professor per la Facultat de Ciències Polítiques i Sociologia de la Universitat Complutense, entre 1974 i 1986.
És president de la Fundació Sistema, que va fundar en 1981 i des de la qual ve animant diferents fòrums i recerques sobre Tendències Polítiques i Socials. És Director del mensual Temas par el Debate i de la revista acadèmica Sistema.
Arran de la celebració del trenta-novè Congrés del PSOE el 2017 va ser inclòs dins la Comissió Executiva Federal de Pedro Sánchez com a secretari d'Estudis i Programes.
El juliol de 2018 fou nomenat president del Centre de Recerques Sociològiques (CIS) i va abandonar les seves funcions a l'executiva del Partit.

## Publicacions
- —(1968). El bachillerato ¿para qué? Encuesta sobre problemas de la enseñanza media. Madrid: Edicusa.
- —(1973). Las nuevas clases medias. Conflicto y conciencia de clase entre los empleados de Banca (junto con J. López, J.L. Rodríguez y R. Domínguez). Madrid: Edicusa.
- —(1975). Estructura de clases en la España actual. Madrid: Edicusa.
- —(1977). Alienación, dialéctica y libertad. Valencia: Fernando Torres.
- —(1977). La cuestión regional española (junto con Salustiano del Campo y Manuel Navarro). Madrid: Edicusa.
- —(1978). Estructura de clases y conflictos de poder en la España postfranquista. Madrid: Edicusa.
- —(1982). ¿Crisis de la conciencia obrera?. Madrid: Mezquita.
- —(1983). Sociología del socialismo español. Madrid: Tecnos.
- —(1987). La vivienda en la Comunidad Valenciana (junto con Manuel Navarro y J.M. Bernabé). Valencia: Generalitat Valenciana.
- —(1987). La explicación sociológica (2ª edición revisada y ampliada de 1996). Madrid: UNED.
- —(1987). La democratización del trabajo. Madrid: Editorial Sistema.
- —(1988). Los trabajadores industriales ante las nuevas tecnologías (junto con Antonio Santos). Madrid: CIS.
- —(1988). La sociedad española en transformación. Madrid: Editorial segle xxi. Programa 2000.
- —(1989). La transición democrática española (junto a Andrés de Blas y Ramón Cotarelo). Madrid: Editorial Sistema.
- —(1991). Guía didáctica de Sociología (junto con Fernando Reinares). Madrid: UNED.
- —(1992). La década del cambio (junto a Alfonso Guerra). Madrid: Editorial Sistema.
- —(1992). Escritos de Teoría Sociológica. Homenaje a Luis Rodríguez Zúñiga (junto con Carlos Moya, Alfonso Pérez Agote y Juan Salcedo). Madrid: CIS.
- —(1994). Historia Ilustrada del Socialismo Español. Madrid: Editorial Sistema.
- —(1994). La Socialdemocracia ante la economía de los años ochenta (ed.). Madrid: Editorial Sistema.
- —(1996). La democracia post-liberal (ed.). Madrid: Editorial Sistema.
- —(1997). Ciencia, tecnología y sociedad (ed.). Madrid: Editorial Sistema.
- —(1997). Tendencias de futuro en la sociedad española (ed.). Madrid: Editorial Sistema.
- —(1997). Tendencias en estratificación y desigualdad social en España. Madrid: Editorial Sistema.
- —(1998). Tendencias en exclusión social en las sociedades tecnológicas. El caso español. Madrid: Editorial Sistema.
- —(1998). Tendencias de dualización y exclusión social en las sociedades avanzadas. Un marco para el análisis. Madrid: UNED.
- —(1998). Tecnología y sociedad en el nuevo siglo. Madrid: Editorial Sistema.
- —(1999). Tendencias en desigualdad y exclusión social (ed.). Madrid: Editorial Sistema.
- —(2000). Escenarios del nuevo siglo. Madrid: Editorial Sistema.
- —(2000). Iniciación a la Sociología: La Sociedad. Madrid: UNED.
- José Félix Tezanos. La sociedad dividida. Estructuras de clases y desigualdades en las sociedades tecnológicas.  Madrid: Biblioteca Nueva, 2001.[6]
- José Félix Tezanos. El trabajo perdido: ¿hacia una civilización postlaboral?.  Madrid: Biblioteca Nueva, 2001.[7]
- José Félix Tezanos. La Democracia Incompleta. El futuro de la democracia postliberal.  Madrid: Biblioteca Nueva, 2002.[7]
- —(2002). Clase, estatus y poder en las sociedades emergentes (ed.). Madrid: Editorial Sistema.
- —(2002). Tendencias sociales de nuestra época. Los impactos de la revolución tecnológica (junto a Antonio García-Santesmases Martín-Tesorero). Madrid: UNED.
- —(2002). Estudio Delphi sobre tendencias económicas, políticas y sociales. Madrid: Editorial Sistema.
- —(2002). Estudio Delphi sobre tendencias científico-tecnológicas. Madrid: Editorial Sistema.
- —(2003). Tendencias en desvertebración social y política de solidaridad (ed.). Madrid: Editorial Sistema.
- —(2003). Alternativas para el segle xxi. Madrid: Editorial Sistema.
- —(2004). Políticas económicas para el segle xxi. Madrid: Editorial Sistema.
- —(2004). Tendencias en identidades, valores y creencias. Madrid: Editorial Sistema.
- —(2005). La paz y el derecho internacional. Madrid: Editorial Sistema.
- —(2005). Tendencias en exclusión social y políticas de solidaridad. Madrid: Editorial Sistema.
- —(2006). Las políticas de la Tierra. Madrid: Editorial Sistema.
- —(2007). Tendencias Sociales 1995-2006. Once años de cambios (junto a Verónica Díaz). Madrid: Editorial Sistema.
- —(2007). El rumbo de Europa. Madrid: Editorial Sistema.
- —(2007). Los impactos sociales de la evolución científico-tecnológica. Madrid: Editorial Sistema.
- —(2008). Tendencias de cambio de las identidades y valores de los jóvenes en España. 1995-2007 (junto a Juan José Villalón y Verónica Díaz). Madrid: INJUVE.
- —(2008). La inmigración y sus causas. Madrid: Editorial Sistema.
- —(2008). Condiciones laborales de los trabajadores inmigrantes en España. Madrid: Editorial Sistema.
- —(2008). España segle xxi, Vol. I, La Sociedad (junto con Salustiano del Campo). Madrid: Biblioteca Nueva.
- —(2008). España segle xxi, Vol. II, La Política (editor, junto con Salustiano del Campo). Madrid: Biblioteca Nueva.
- —(2008). Internet en las familias. Madrid: Editorial Sistema.
- —(2009). España segle xxi. Vol. III, La Economía (editor, junto con Salustiano del Campo). Madrid: Biblioteca Nueva.
- —(2009). La calidad de la democracia. Madrid: Editorial Sistema.
- —(2009). Juventud y exclusión social. Madrid: Editorial Sistema.
- —(2009). España segle xxi. Vol. IV, Ciencia y Tecnología (editor, junto con Salustiano del Campo). Madrid: Biblioteca Nueva.
- —(2009). España segle xxi. Vol. V, Literatura y Bellas Artes (editor, junto con Salustiano del Campo). Madrid: Biblioteca Nueva.
- —(2010). El horizonte social y político de la juventud española (Junto a Juan José Villalón, Verónica Díaz y Vania Bravo). Madrid: Editorial Sistema.
- —(2010). La lucha contra el hambre y la pobreza (Junto con Alfonso Guerra y Sergio Tezanos). Madrid: Editorial Sistema.
- —(2010). España. Una sociedad en cambio (editor, junto con Salustiano del Campo). Madrid: Biblioteca Nueva.
- —(2010). Incertidumbres, retos y potencialidades del segle xxi: grandes tendencias internacionales. Madrid: Editorial Sistema.
- —(2011). Estudio Delphi sobre tendencias económicas, sociales y políticas (junto a Juan José Villalón y Ainoa Quiñones). Madrid: Editorial Sistema.
- —(2012). Los retos de Europa: democracia y bienestar social. Madrid: Editorial Sistema.
- —(2012). Los nuevos problemas sociales. Madrid: Editorial Sistema.
- —(2012). Alternativas económicas y sociales frente a la crisis. Madrid: Editorial Sistema.
- —(2013). En los bordes de la pobreza. Las familias vulnerables en contextos de crisis (junto a Eva Sotomayor, Rosario Sánchez Morales y Verónica Díaz). Madrid: Biblioteca Nueva.
- —(2013). Spain: A changing society. Madrid: Biblioteca Nueva.
- —(2013). Juventud, cultura y educación. Madrid: Biblioteca Nueva.
- —(2016). Tendencias científico-tecnológicas: Retos, potencialidades y problemas sociales. Madrid: UNED-Fundación Sistema.
- —(2017). La cuestión juvenil. ¿Una generación sin futuro?. Madrid: Biblioteca Nueva.
- —(2017). Partidos políticos, democracia y cambio social. Madrid: Biblioteca Nueva.
- —(2021). Cambios sociales en tiempos de pandemia (ed.). Madrid: CIS.
- —(2022). Pedro Sánchez: Había partido: de las primarias a la Moncloa. Madrid: Los Libros de La Catarata.